# Hassaleh
Hassaleh (iota Aurigae) is een heldere ster in het sterrenbeeld Voerman (Auriga).